# 卡爾泰斯山
48°02′24″N 13°22′37″E / 48.040090°N 13.376945°E

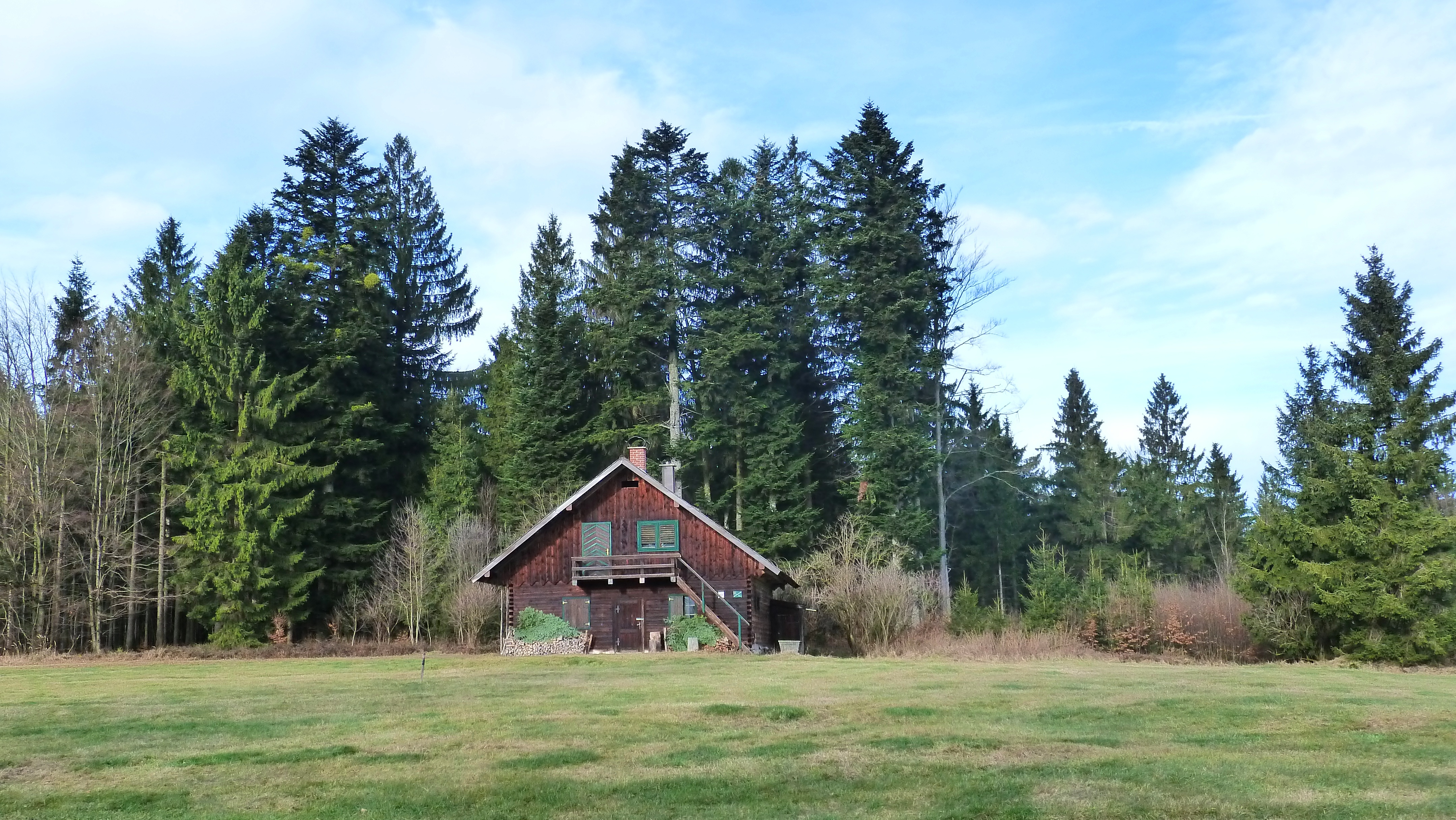

卡爾泰斯山（德語：Kalteis），是奧地利的山峰，位於該國北部，由上奧地利州負責管轄，處於彭多夫附近，該山峰海拔高度734米，山體在1,000萬年前形成。